# Jim Piddock
James Anthony Piddock (nascido em 8 de abril, 1956) é um ator, dublador, roteirista e produtor inglês que começou sua carreira na Inglaterra, antes de emigrar aos Estados Unidos em 1981.